# Santa Lucía (Buenos Aires)
Santa Lucía es una localidad del partido de San Pedro, provincia de Buenos Aires, Argentina. Se encuentra a 37 km de la ciudad de San Pedro por la Ruta Provincial 191 y a 40 km de Arrecifes por la misma ruta.
El nombre de Santa Lucía se debe a Lucía Harrington, esposa de Juan Harrington, inmigrante irlandés propietario de una estancia, quien donó sus tierras para la construcción del pueblo.
Familias como Sullivan, Harrington, Culligan, O’Farrell, Doyle, Gaynor, Wheeler, Mac Donnell, Cummings, Connolly, Kilmorray, Cavanagh, Austin, O’Rourke, Nally, Slevin, Murtagh, Cleary, Mac Nally, Bermingham, Keating, Seery, Mullen, Young, Feeney, entre muchos más, fueron los pioneros de la colectividad que, junto a los criollos, españoles, italianos, franceses, belgas, árabes, portugueses y alemanes, hicieron posible el crecimiento y progreso de la campaña, y el posterior nacimiento de los pueblo de Santa Lucía y Pueblo Doyle.

## Población
Cuenta con 2360 habitantes (Indec, 2010), lo que representa un leve incremento del 0,3% frente a los 2352 habitantes (Indec, 2001) del censo anterior.
| Gráfica de evolución demográfica de Santa Lucía entre 1960 y 2010 |
|                                                                   |
| Fuentes: INDEC                                                    |

Fue en sus comienzos una gran colonia agrícola de irlandeses. Posteriormente cobró importancia por el Ferrocarril Belgrano Cargo, que tenía la parada intermedia entre Buenos Aires y Rosario. Sus primeros pobladores fueron los Doyle, los Harrington, los O'Farrell, entre otros.

## Turismo rural-urbano

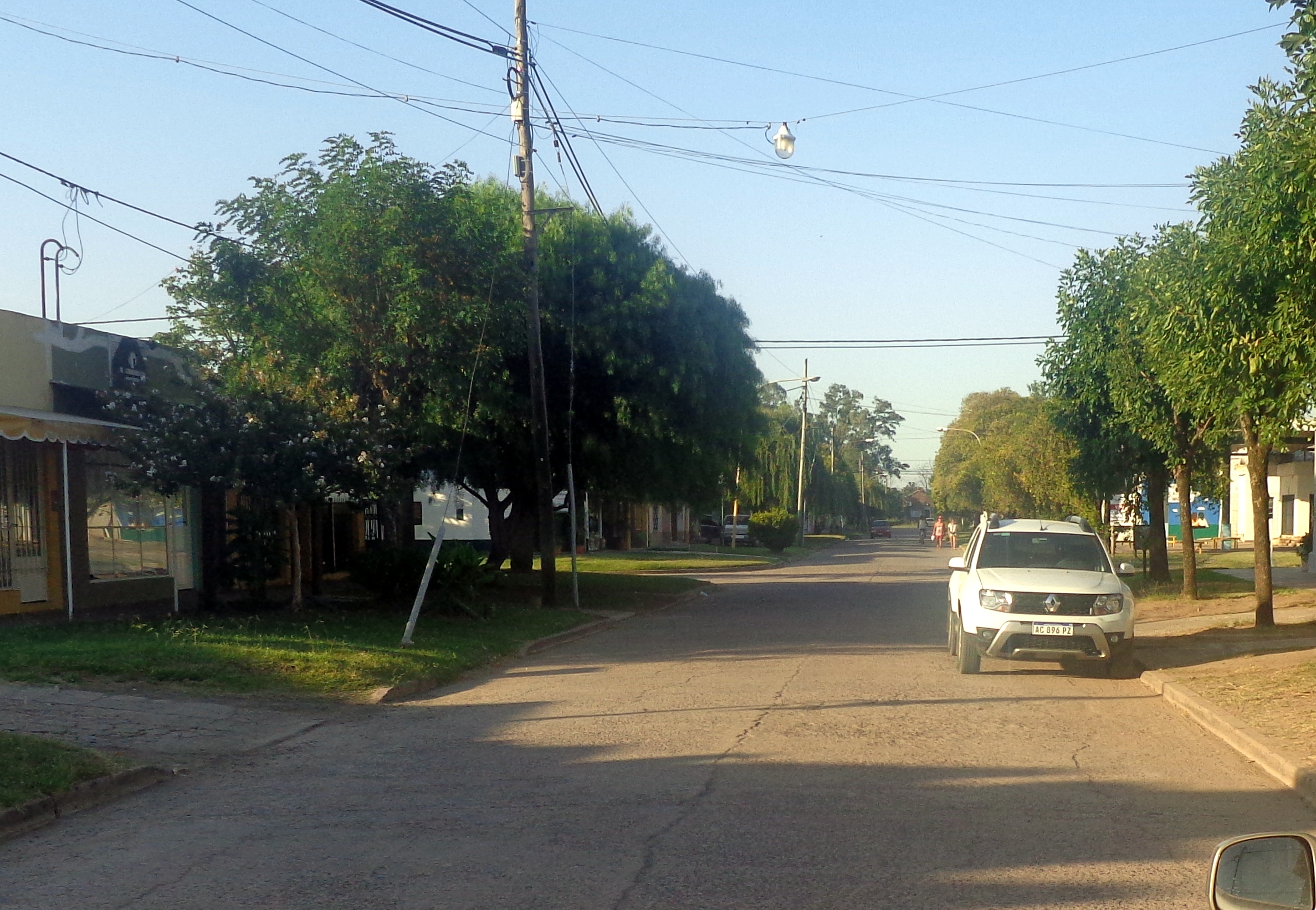
Calle Ayacucho entre San Martín y Maipú.

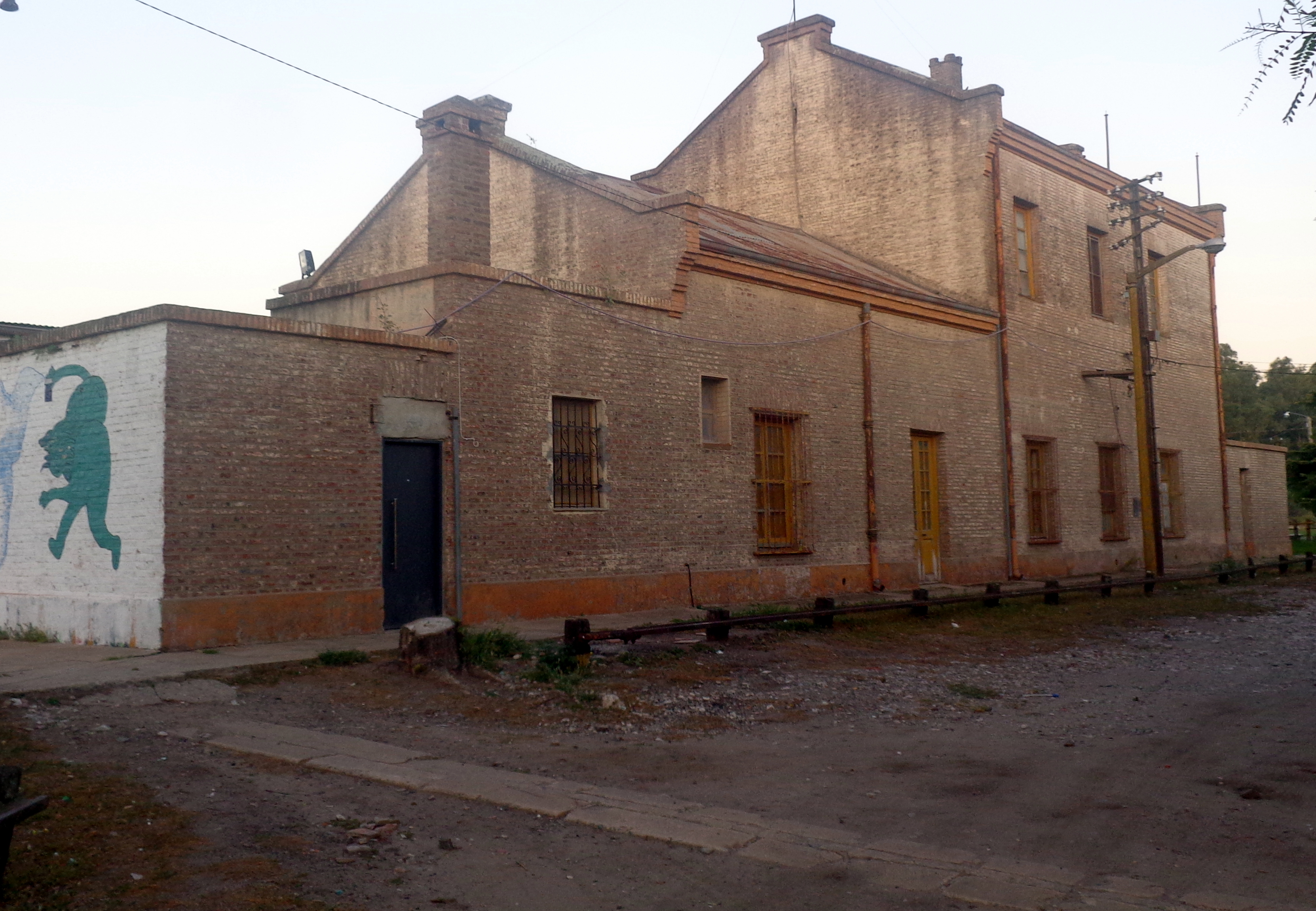
Estación de tren (Belgrano cargas).

- "Almacén de Ramos Generales Beladrich": conserva una bomba de combustible a palanca manual. Florencio Molina Campos pintaba ahí sus almanaques.
- "Puente Andrade", o "Puente de Hierro": cruza el río Arrecifes.
- "Arroyo Burgos": a 4 km del Almacén Beladrich: Su topónimo es por uno de los primitivos propietarios de estas tierras
- Vivero artesanal El Rosedal
- Estancia Los Perales: en el "km 30" de la RP 191, 7 ha dedicadas al agro, cría de animales. Tiene monte de árboles frutales.
- Chacra El Milagro: 5 km del acceso a Santa Lucía.
- Señalización "Pare, mire y escuche": única y más que importante señalización del pueblo que alerta a los visitantes ante el paso ferroviario.

## Parroquias de la Iglesia católica en Santa Lucía

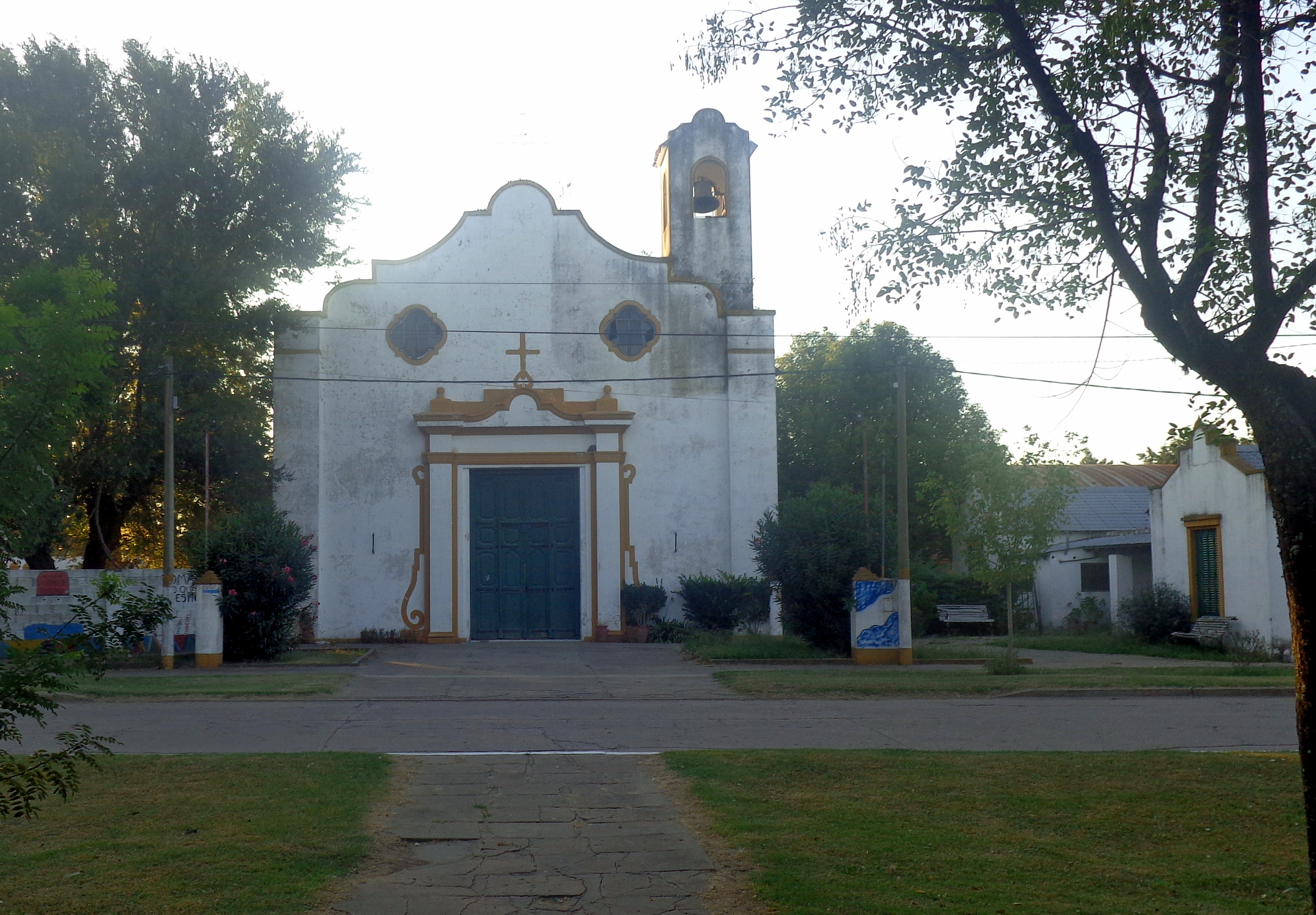
Iglesia de Santa Lucía.

| Diócesis  | San Nicolás de los Arroyos |
| --------- | -------------------------- |
| Parroquia | Santa Lucía                |

## Galería de imágenes

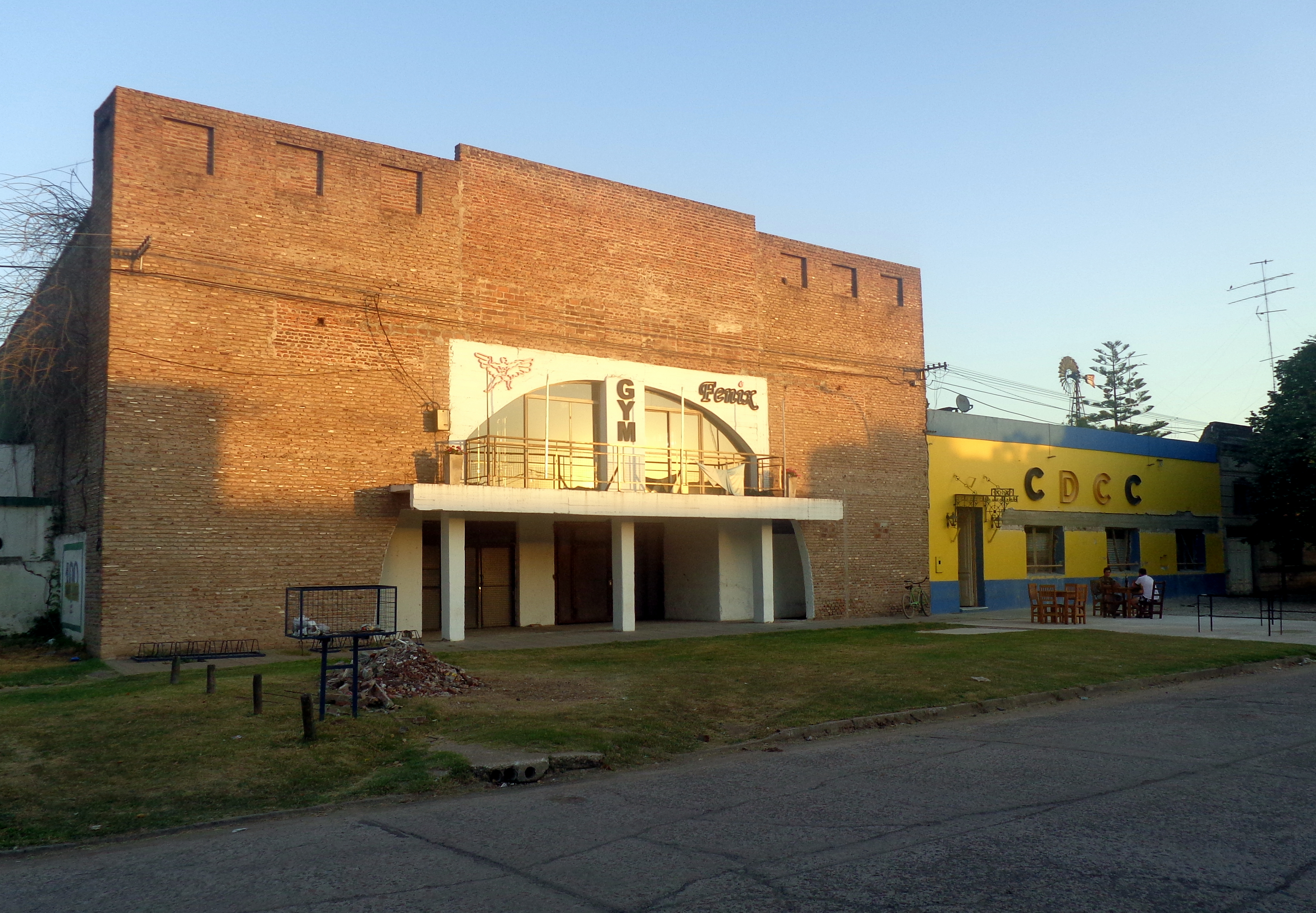
Club Central Córdoba
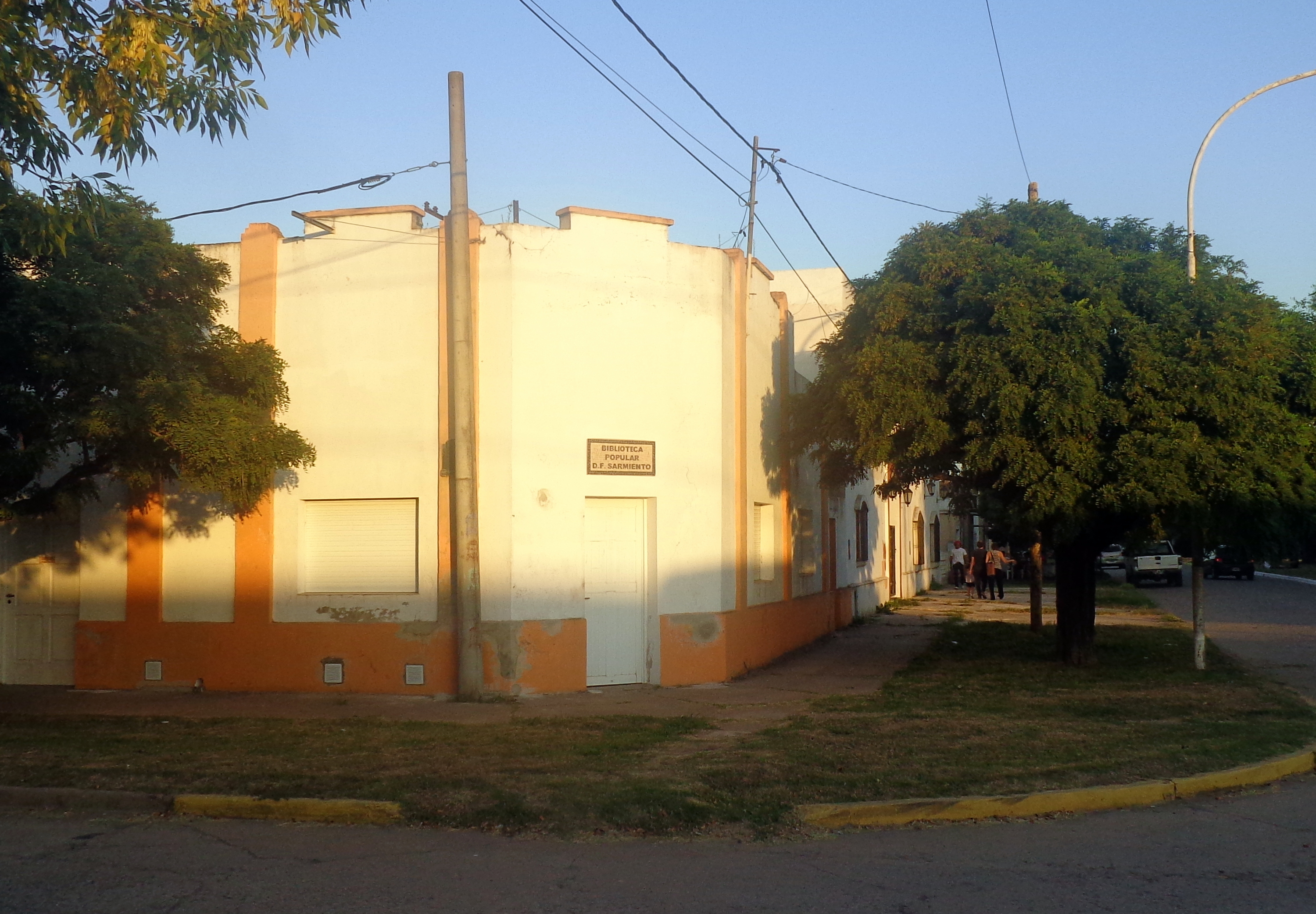
Biblioteca Popular Faustino Sarmiento
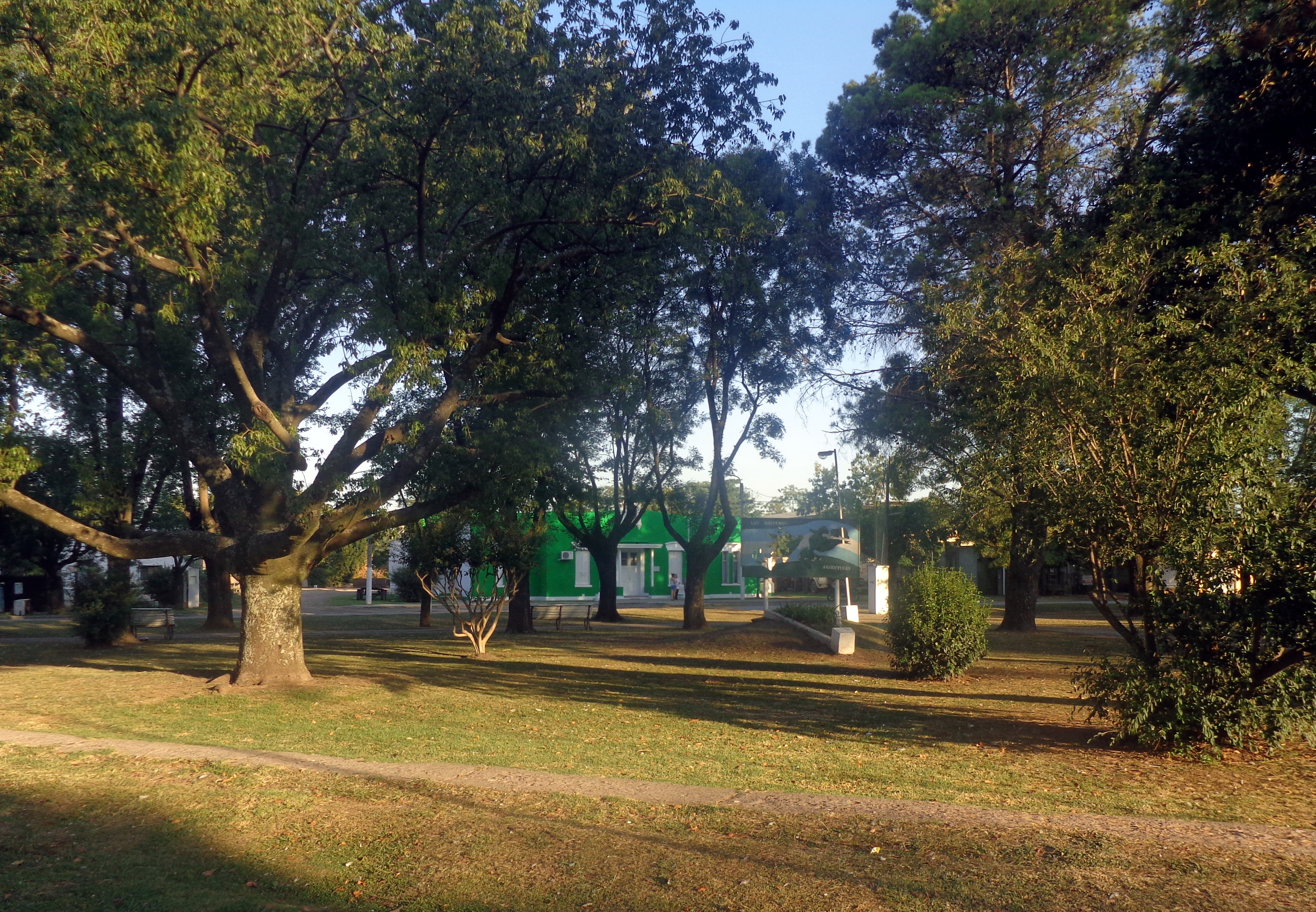
Plaza San Martín
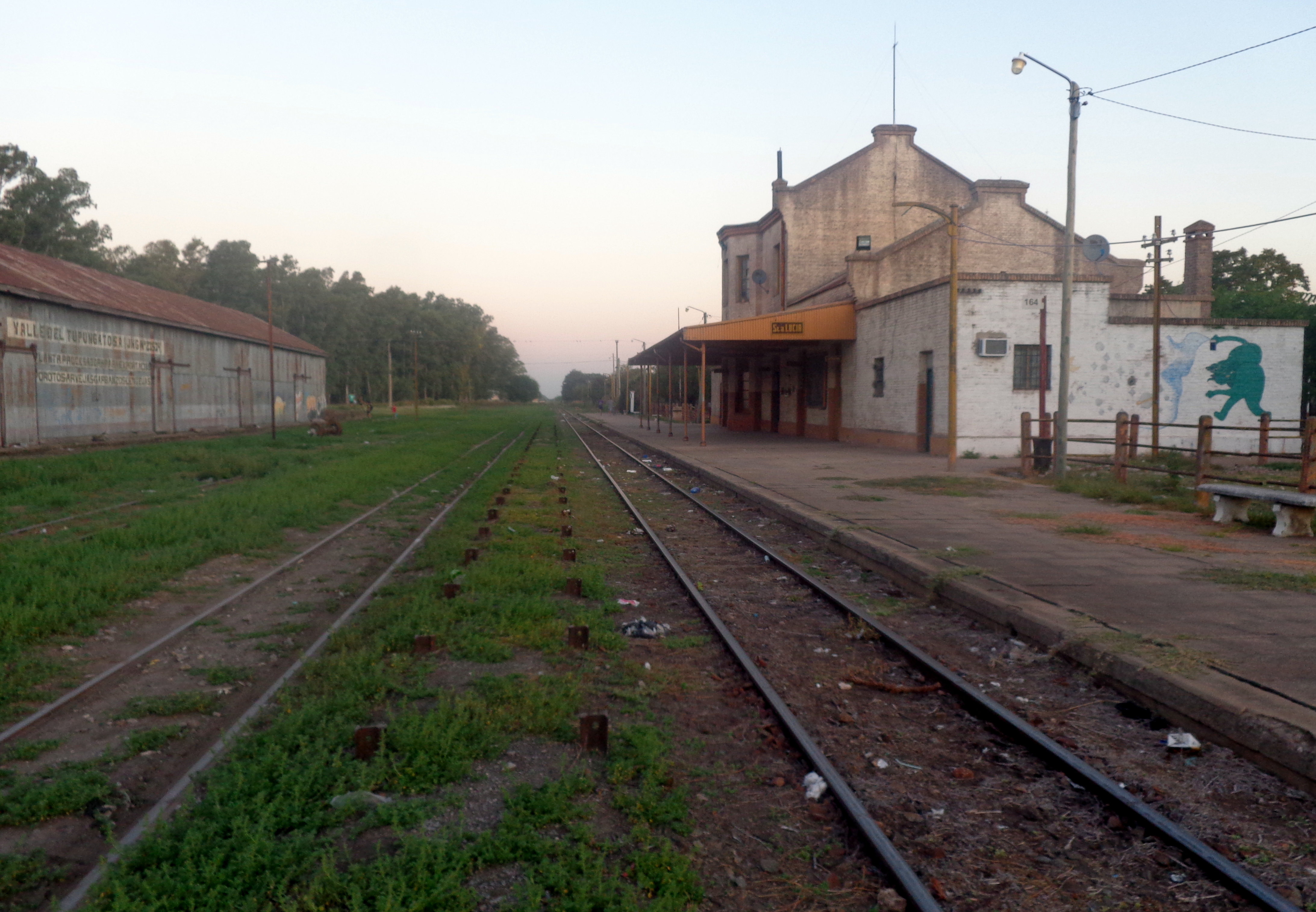
Estación de tren